# Hexenkuss
Der Hexenkuss ist eine Stieleis-Sorte, bei der das Eisstück quaderförmig und in der Breite verhältnismäßig groß ist. Ein großer Teil des aus Milcheis bestehenden Vanilleeises ist mit einer kakaohaltigen Fettglasur ummantelt, ein kleiner Teil ist damit nicht bedeckt.
Das Produkt wurde ab den 1960er-Jahren bis zur Wende von der Georg Hügues KG in Nordhausen produziert. Seit 2004 wird das Eis wieder produziert, und zwar von der Ablig Feinfrost GmbH in Am Ettersberg.
Der Hexenkuss ist eine ovalförmige Version der Hexenkerze.